# سازگاری ضدشکار

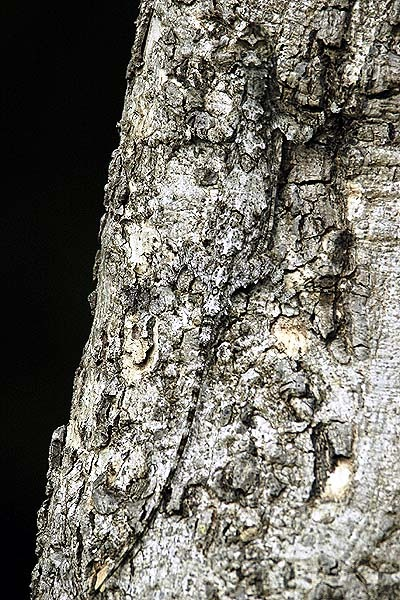
یک مارمولک در حال استتار به منظور دیدگریزی

سازگاری‌های ضدشکار (به انگلیسی: Anti-predation adaptations) و سازگاری‌های ضدشکارگر (به انگلیسی: Anti-predator adaptations)، سازوکارهایی هستند که از طریق فرگشت ایجاد شده‌اند و به جانوران طعمه در مبارزه مداوم با شکارگران کمک می‌کنند. در سرتاسر قلمرو جانوران، سازگاری‌هایی برای هر مرحله از این مبارزه، یعنی پرهیز از شناسایی شدن، جلوگیری از مورد حمله قرار گرفتن، تشخیص شکارگر و پرهیز از گرفتار شدن و مبارزه برای خورده نشدن، فرگشت یافته‌است.
نخستین خط دفاعی عبارت است از پرهیز از این که جانوران شکارگر آنها را شناسایی کند. این کار از طریق سازوکارهایی مانند همرنگی (استتار)، تقلید، انتخاب ناهمگونی، زندگی در زیر زمین، یا شب‌زی بودن صورت می‌پذیرد. از سوی دیگر، جانوران طعمه ممکن است شکارگر را از شکار منصرف کنند، مثلاً با وانمود کردن به داشتنِ دفاعی قوی در رنگ هشدار، تقلید از جانورانی که دارای چنین دفاعی هستند، گیج کردن مهاجم، علامت دادن به شکارگر که تعقیب طعمه ارزشی ندارد، انحراف حواس با استفاده از ساختارهای دفاعی مانند خارها یا زندگی گروهی. اعضای گروه‌ها با وجود افزایش آشکار بودن یک گروه، از طریق بهبود هوشیاری، سردرگمی شکارگر و افزایش احتمال حمله شکارگر به افراد دیگر، خود را کمتر در معرض خطر شکار قرار می‌دهند.
برخی از طعمه‌ها، توانایی ترساندن شکارگر را، چه به روش شیمیایی و چه به روش دفاع گروهی، یا با دفع مواد آزاردهنده دارند. برخی از جانوران نیز توانایی رهایی سریع با فرار یا مانور فوق‌العاده را دارند. در نهایت، برخی گونه‌ها زمانی که گیر می‌افتند، می‌توانند حتی با خودبُریِ بخش‌های خاصی از بدنشان فرار کنند؛ مثلاً خرچنگ‌ها می‌توانند پنجه‌شان را قطع کنند و مارمولک‌ها می‌توانند دم خود را بیندازند تا حواس شکارگران را آن‌قدر پرت کند که به طعمه اجازه فرار بدهد.

## تاریخچه
ارسطو (حدود ۳۵۰ سال پیش از میلاد) مشاهدات خود را از رفتار ضدشکار سرپایان از جمله استفاده از جوهر برای پرت کردن حواس، استتار و علامت دادن را در کتاب تاریخ حیوانات ثبت کرده‌است.
در سال ۱۹۴۰، هیو بی. کات یک مطالعه جامع دربارهٔ استتار، تقلید و رنگ هشدار به نام رنگ‌آمیزی سازگاری در جانوران نوشت.
در سدهٔ بیست‌ویکم، سازگاری با زندگی در شهر به‌طور قابل توجهی واکنش‌های ضدشکار جانورانی مانند موش و کبوتر را کاهش داده‌است. تغییرهای مشابهی در جانوران اسیر و اهلی دیده می‌شود.

## فرگشت هم‌زمان و چندجانبه شکار و شکارگر
سازگاری ضدشکار، سازوکاری است که از طریق فرگشت ایجاد شده‌است تا به جانداران شکارشونده در مبارزه مداوم با شکارگران کمک کند. هر نوع رفتار ضدشکار در گونه شکار یا شکارگر، در طول زمان اصلاح و تکمیل می‌شود. نوع و جمعیت شکار می‌تواند بر نوع و جمعیت گونه شکارگر نیز تأثیر بگذارد. شکارگران می‌توانند به تراکم طعمه پاسخ دهند که در این صورت، تنظیم‌کننده جمعیت آنها هستند. آنها نسبت به طعمه دارای دو نوع پاسخ عددی و کارکردی هستند. تغییرات فرگشتی با گذشت زمان و در درازمدت چه در جاندار طعمه و چه در شکارگر صورت می‌پذیرد و حتی می‌تواند بر ریخت‌شناسی، برازش و فیزیولوژی هر دو تأثیر بگذارد. سازگاری‌های تدریجی و حذف افراد ضعیف از جمعیت، سبب تقویت افرادی از گونه شکار می‌شود که هم دارای ریخت‌شناسی سازگار با فرگشت ضدشکار هستند و هم از مسابقه فرگشت شکارگر بازنمی‌مانند. با ادامه نسل افراد برجای‌مانده، به‌تدریج افراد دارای ژن‌های سازگار با فرگشت ضدشکار، ژن‌های سازگار با شرایط بوم‌شناسی رفتاری شکارگر و زیستگاه به نسل‌های بعدی منتقل می‌شوند.

## بررسی اجمالی

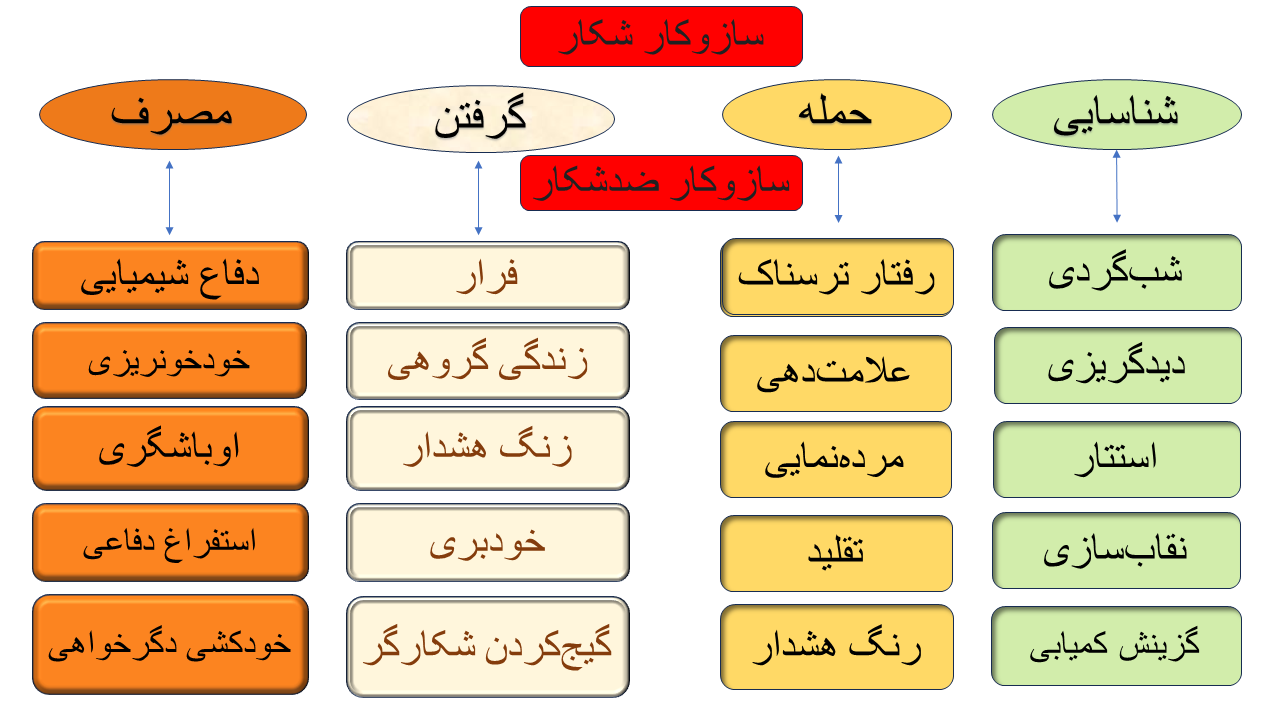
دستیابی شکارگر به منبع غذایی و ترفندهای ضدشکار.

دستیابی شکارگر به منبع غذایی (شکار) چهار مرحله دارد: شناسایی، حمله، گرفتن و مصرف. در فرایند سازگاری ضدشکار، برای این که شانس بقای طعمه به حداکثر برسند، ممکن است هر یک از این چهار مرحله، برای رویارویی با شکارگر  تکامل یافته باشد؛ یعنی «پرهیز از شناسایی شدن»، «پرهیز از مورد حمله قرار گرفتن»، «تشخیص شکارگر و پرهیز از گرفتار شدن» و «مبارزه برای خورده نشدن» است. نخستین خط دفاعی شامل فرار از تشخیص از طریق سازوکارهایی مانند استتار، نقاب‌سازی، انتخاب ناهمگون‌سازی، زندگی زیرزمینی و شب‌گردی است. از سوی دیگر، یک جانور طعمه ممکن است با ترساندن مهاجم، با تبلیغ وجود دفاع‌های قوی، با تقلید از جانور مجهز به چنین دفاعی، با ترساندن مهاجم، شکارگران را از تعقیب منصرف کند یا ممکن است با پرت کردن حواس آن‌ها به طور پیشدستانه از حمله اجتناب شود. همچنین با ساختن ساختارهای دفاعی مانند زندگی گروهی خطر شکار شدن کاهش پیدا می‌کند. برخی از گونه‌های شکارشونده می‌توانند با استفاده از مواد شیمیایی، دفاع مشترک، دفع مواد سمی و غیره با شکارگران مقابله کنند. در نهایت، برخی از گونه‌ها می‌توانند در صورت گرفتار شدن، قسمت‌های خاصی از بدن را برای فرار قربانی کنند؛ مثلاً خرچنگ‌ها می‌توانند چنگال‌های خود را از دست بدهند و مارمولک‌ها می‌توانند دم خود را بریزند، که اغلب حواس شکارگران را به اندازه کافی برای فرار طعمه پرت می‌کند.

## پرهیز از شناسایی
برای اینکه شکارگر بتواند یک وعده غذایی بالقوه را پیدا کند، ابتدا باید یک جاندار زنده را به عنوان طعمه شناسایی کند. با این حال، طعمه ممکن است ویژگی‌های سازگاری زیادی داشته باشد که چنین کاری را دشوار کند.

### پرهیز از دیده شدن

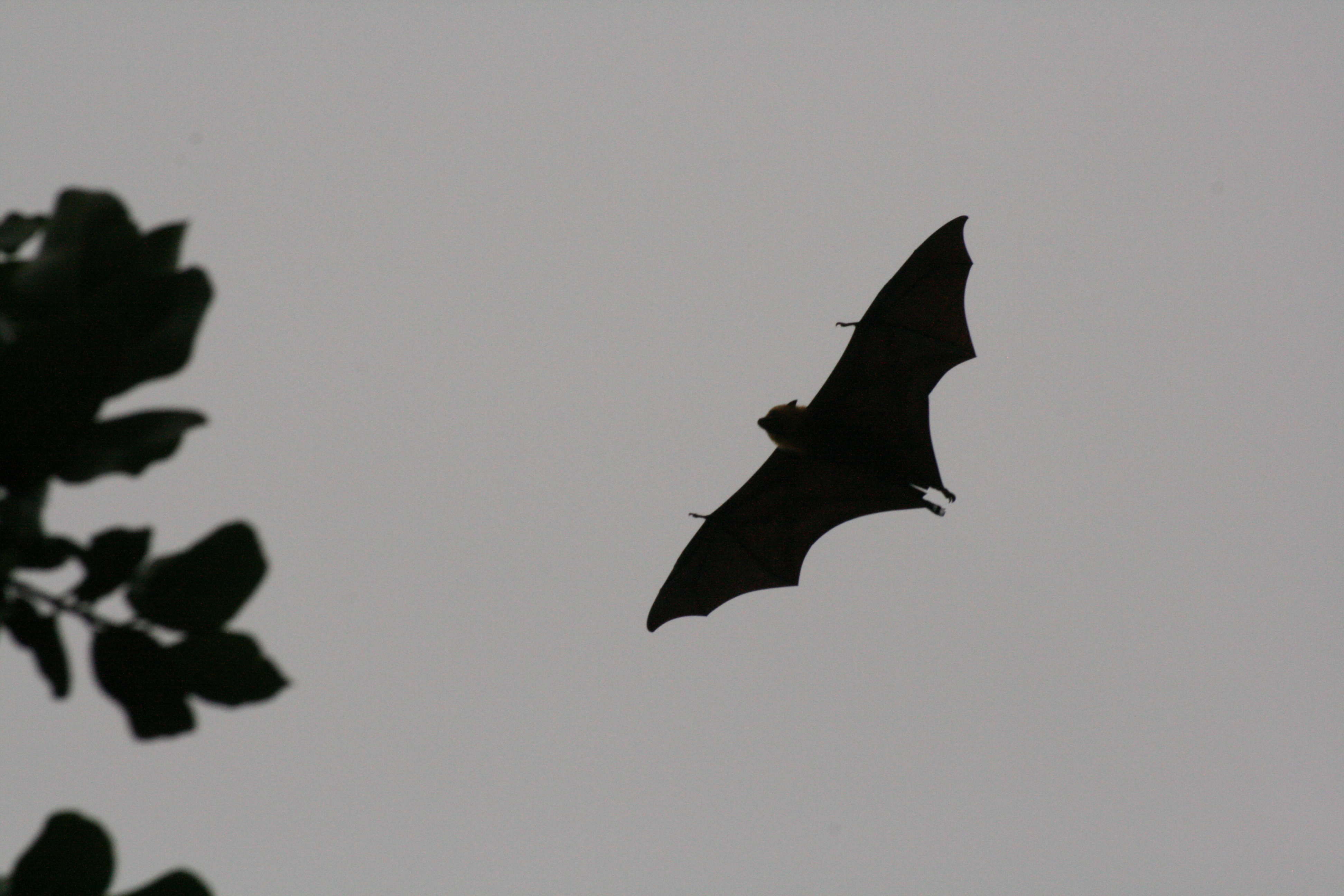
خفاش میوه‌خوار، برای جلوگیری از شکارگران شب‌زی را برمی‌گزیند.

جانوران ممکن است با زندگی دور از دید شکارگران، خواه در غارها، گودال‌ها یا با شب‌گردی، از تبدیل شدن خود به یک طعمه جلوگیری کنند. شب‌گردی یک رفتار جانوری است که با فعالیت در طول شب و خوابیدن در روز شناخته می‌شود. شب‌گردی نوعی رفتار پرهیز از شناسایی‌شدن به نام دیدگریزی است که توسط برخی از جانوران برای جلوگیری از شکار شدن برگزیده می‌شود. خطر شکار مدت‌هاست که در شکل‌دادن به تصمیم‌های رفتاری حیاتی شناخته شده‌است. به عنوان مثال، خطر شکار شدن در تعیین زمان آشکار شدن پس از غروب در خفاش‌های پژواک‌گیر از اهمیت بالایی برخوردار است. اگرچه فعالیت زودهنگام برای پیدا کردن غذا در زمان‌های روشن‌تر امکان جستجوی آسان‌تر غذا را فراهم می‌کند، اما این کار همچنین سبب به خطر افتادن بیشتر برای باز خفاشی‌ها و شاهین خفاشی‌ها می‌شود. این کار سبب زمان آشکار شدن هنگام عصر می‌شود که سازش بین خواسته‌های متضاد است. سازگاری شبانه دیگری را می‌توان در خرموش کانگورویی‌ها دید. آنها در زیستگاه‌های نسبتاً باز به جستجوی غذا می‌پردازند و فعالیت خود را متناسب با نور ماه تنظیم می‌کنند؛ در زمانی که ماه کامل است، آنها به سمت مناطقی با پوشش نسبتاً متراکم گیاهی می‌روند تا روشنایی اضافی را جبران کنند.

### استتار

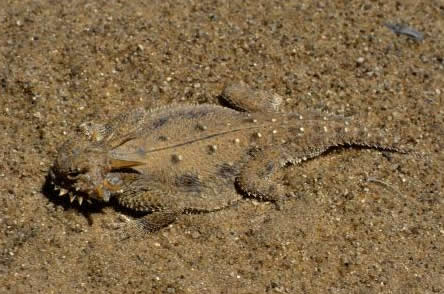
استتار نشان داده‌شده توسط مارمولک شاخدار دم‌تخت، بدن پهن و لبه‌دار و رنگ‌آمیزی گیج‌کننده سایه‌اش را از بین می‌برد.

استتار سازوکاری است که در آن موجود زنده با استفاده از مواد، رنگ، نور یا ترکیبی از آنها سعی می‌کند خود را پنهان کند تا شکارگر احتمالی او را نبیند یا شناسایی نکند. این پدیده در هم جانوران خشکی و هم دریایی رایج است. استتار را می‌توان به روش‌های مختلف انجام داد؛ مثلاً همانندی با محیط پیرامون، رنگ‌آمیزی گیج‌کننده، از بین بردن سایه با ضدسایه یا جبران روشنایی، خودآرایی، رفتار پنهانی یا الگوهای تغییرپذیر پوست و رنگ. جانورانی مانند مارمولک شاخدار دم‌تخت در آمریکای شمالی فرگشت یافته‌اند تا سایه خود را از بین ببرند و با زمین ترکیب شوند. بدن این مارمولک‌ها پهن است و طرفین آنها به سمت لبه نازک است. این شکل بدنی، همراه با پولک‌های سفید که در امتداد کناره‌های آنها قرار دارد، به مارمولک‌ها اجازه می‌دهد تا به‌طور مؤثر سایه‌های خود را پنهان کنند. افزون بر این، این مارمولک‌ها با فشردن بدن خود به زمین، سایه‌های باقی‌مانده را نیز پنهان می‌کنند.

### نقاب‌سازی

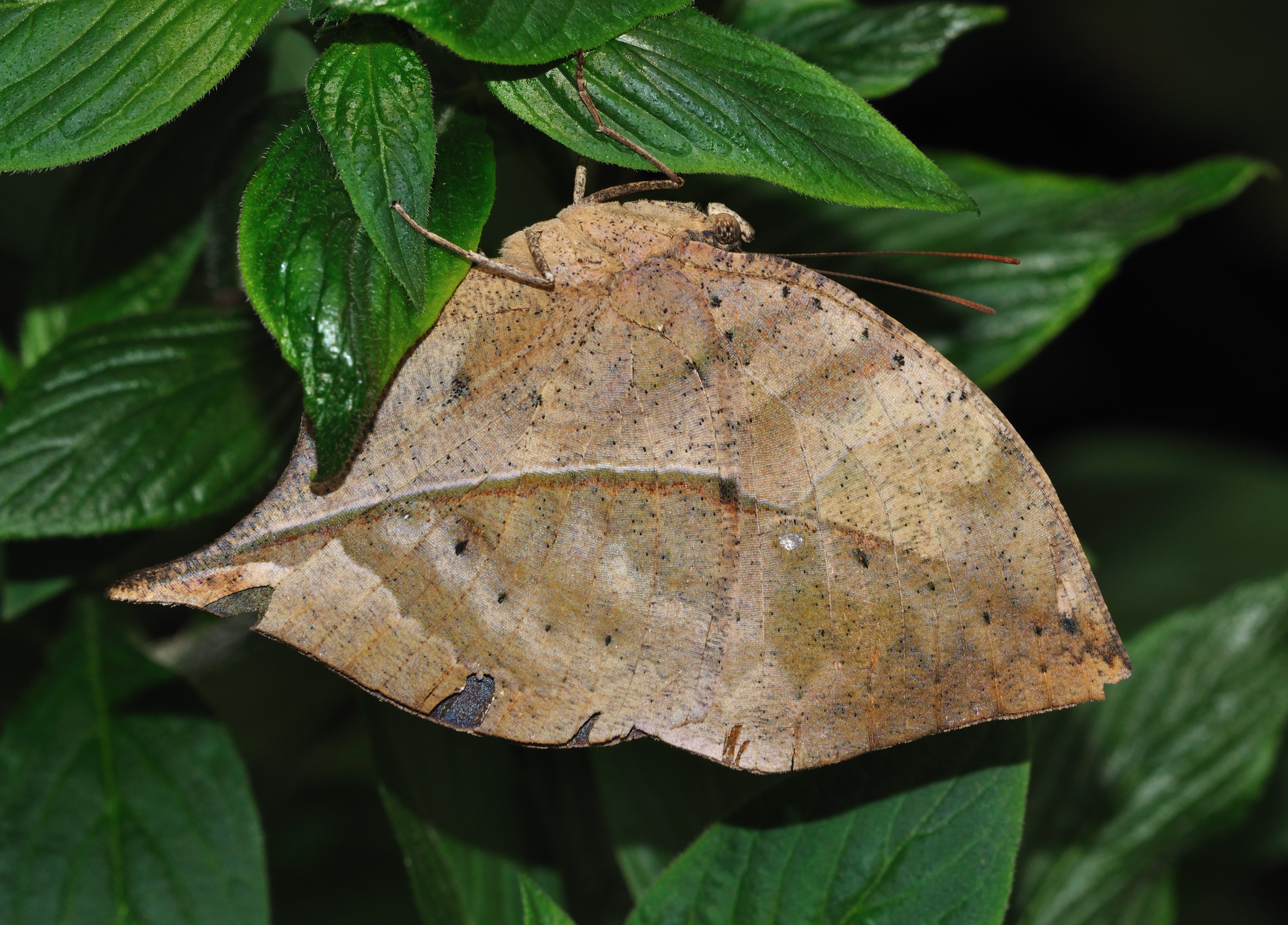
پروانه بلوط‌برگی نارنجی نمونه‌ای از نقاب‌سازی به عنوان یک برگ مرده

جانوران می‌توانند با نقاب‌سازی و تغییر ظاهر خود به شکل اجسام غیرقابل خوردن از معرض دید پنهان شوند. برای مثال، شب‌زی‌ها، پرندگانی از آمریکای جنوبی، معمولاً وقتی روی درختی می‌نشینند، به طرز متقاعدکننده‌ای شبیه کنده شکسته یک شاخه هستند، در حالی که یک پروانه، از جنس بلوط‌برگی‌ها، دقیقاً شبیه یک برگ خشکیده‌است.

### انتخاب ناهمگون‌سازی
راه دیگر برای قرار نگرفتن در معرض دید عموم این است که جانور، متفاوت از دیگر اعضای گونه خود به نظر برسد. شکارگرانی مانند چرخ‌ریسک، به‌طور انتخابی انواعی از حشرات فراوان را شکار می‌کنند و انواع کمتر فراوان موجود را نادیده می‌گیرند و به این ترتیب، یک تصویر جستجوی طعمه مخصوص به خود را دارند. این یک سازوکار برای انتخاب وابسته به فراوانی منفی به نام گزینش کمیابی ایجاد می‌کند. گزینش کمیابی بقای تک‌تک جانورانی را توصیف می‌کند که (از طریق جهش) با گونه‌های خود متفاوت هستند، به این دلیل که یک شکارگر نمی‌تواند به درستی آنها را شناسایی کند، احتمال نادیده گرفتن توسط شکارگران آنها بیشتر می‌شود. در گزینش کمیابی، شکل‌های رایج یک گونه بیشتر از شکل‌های کمیاب‌تر طعمه می‌شوند و به شکل‌های نادر در جمعیت، یک موقعیت مناسب‌تر برای انتخاب طبیعی می‌دهند.

## پرهیز از مورد حمله قرار گرفتن

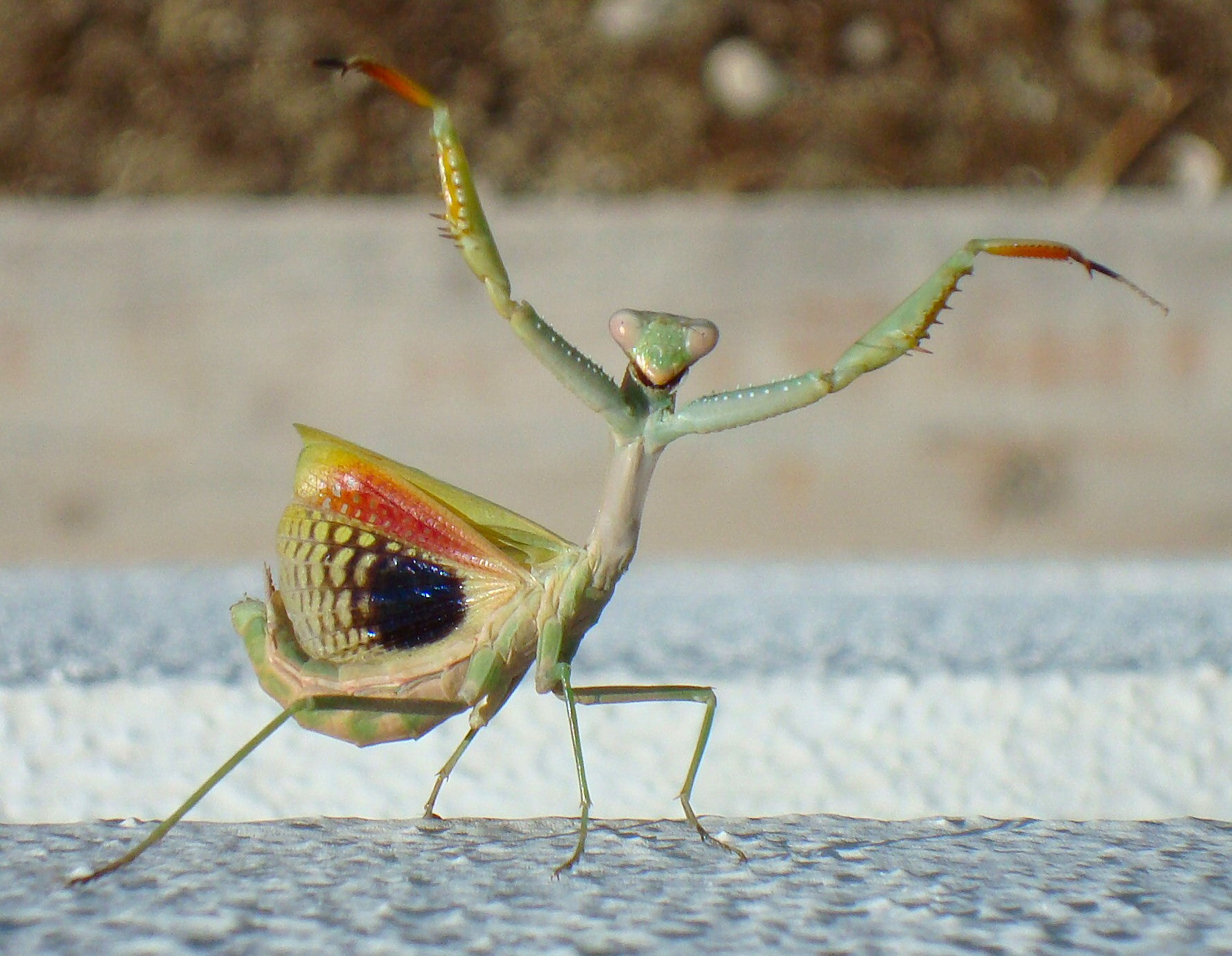
یک آخوندک مدیترانه‌ای، تلاش می‌کند تا یک شکارگر را با رفتارهای دوگانه گیج و مبهوت کند.

بسیاری از گونه‌ها از استراتژی‌های رفتاری برای جلوگیری از شکارگران استفاده می‌کنند.

### هراسان‌سازی شکارگر
بسیاری از جانوران با دفاع ضعیف، از جمله شب‌پره‌ها، پروانه، آخوندکان، چوبکان و سرپایان مانند اختاپوس، از الگوهای تهدید کردن یا رفتار ترسناک، مانند نمایش ناگهانی چشم دروغین استفاده می‌کنند تا شکارگر را بترسانند یا حواس او را یک لحظه پرت کنند و فرصتی برای فرار پیدا کنند. برخلاف رنگ هشدار که یک پیام صادقانه است، رفتار ترسناک اساساً بلوف است و سم یا دیگر مکانیسم‌های دفاعی در کار نیست.

### علامت‌های بازدارنده تعقیب

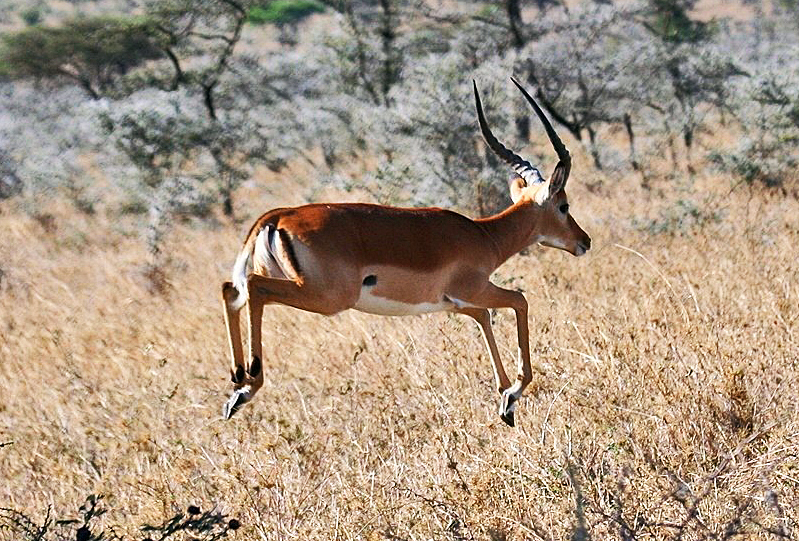
ایمپالا در حال جهیدن است و صادقانه به شکارگر علامت می‌دهد که تعقیب و گریز بی‌سود خواهد بود.

سیگنال‌های بازدارنده تعقیب، سیگنال‌های رفتاری هستند که موجود شکارشونده از آنها استفاده می‌کند تا شکارگر را از تعقیب منصرف کند. به عنوان مثال، جهیدن آهو. تصور می‌شود که جست و خیز کردن آهو با پاهای سفت و کمر کمانی‌شده، به شکارگران نشان می‌دهد که آهو آمادگی جسمانی بالایی دارد و می‌تواند از چنگ شکارگر بگریزد. در نتیجه، شکارگر ممکن است تصمیم به انتخاب طعمه دیگری بگیرد که آمادگی جسمانی کمتری دارد و احتمال فرار کردنش کمتر است. گوزن دم‌سفید و دیگر پستانداران طعمه با علامت‌های آشکار (اغلب سیاه و سفید) دم در هنگام هشدار حالت پرچم دارند و به شکارگر اطلاع می‌دهند که شناسایی شده‌است. نداهای هشداردهنده پرندگانی مانند جیجاق اوراسیایی، به‌طور مشابه نظریه علامت‌دهی است که هم برای شکارگر و هم برای شکار مفید است: شکارگر آگاه می‌شود که شناسایی شده‌است و ممکن است با صرفنظر کردن از تعقیب، در وقت و انرژی خود نیز صرفه‌جویی کند، در حالی که طعمه از حمله محافظت می‌شود.

### مرده‌نمایی
یکی دیگر از سیگنال‌های بازدارنده تعقیب، مرده‌نمایی است. مرده‌نمایی، نوعی بلوف است که در آن جانور از بدن مرده خود تقلید می‌کند تا شکارگرانی را که به دنبال طعمه زنده هستند، فریب دهد. شکارگر هم گاهی از همین تکنیک استفاده می‌کند تا طعمه به او نزدیک شود.
ضربان قلب حنایی‌های گوزن دم‌سفید در پاسخ به نزدیک شدن شکارگران، کاهش می‌یابد. این پاسخ که به آن «هشدار برادی‌کاردی» می‌گویند، سبب می‌شود تا ضربان قلب حنایی از ۱۵۵ به ۳۸ ضربه در دقیقه کاهش یابد. این افت ضربان قلب می‌تواند تا دو دقیقه طول بکشد و سبب شود که بچه حنایی ضربان تنفس ضعیف و کاهش حرکت را تجربه کند که به آن بی‌حرکتی تونیک می‌گویند. بی‌حرکتی تونیک یک واکنش انعکاسی است که سبب می‌شود بچه حنایی وارد وضعیت پایین بدنی شود تا موقعیت یک جسد را شبیه‌سازی می‌کند. با کشف حنایی، شکارگر علاقه خود را به طعمه «مرده» از دست می‌دهد. دیگر علائم برادی‌کاردی زنگ خطر مانند ترشح بزاق، ادرار و مدفوع نیز می‌تواند سبب از دست رفتن علاقه شکارگر شود.

### حواس‌پرتی

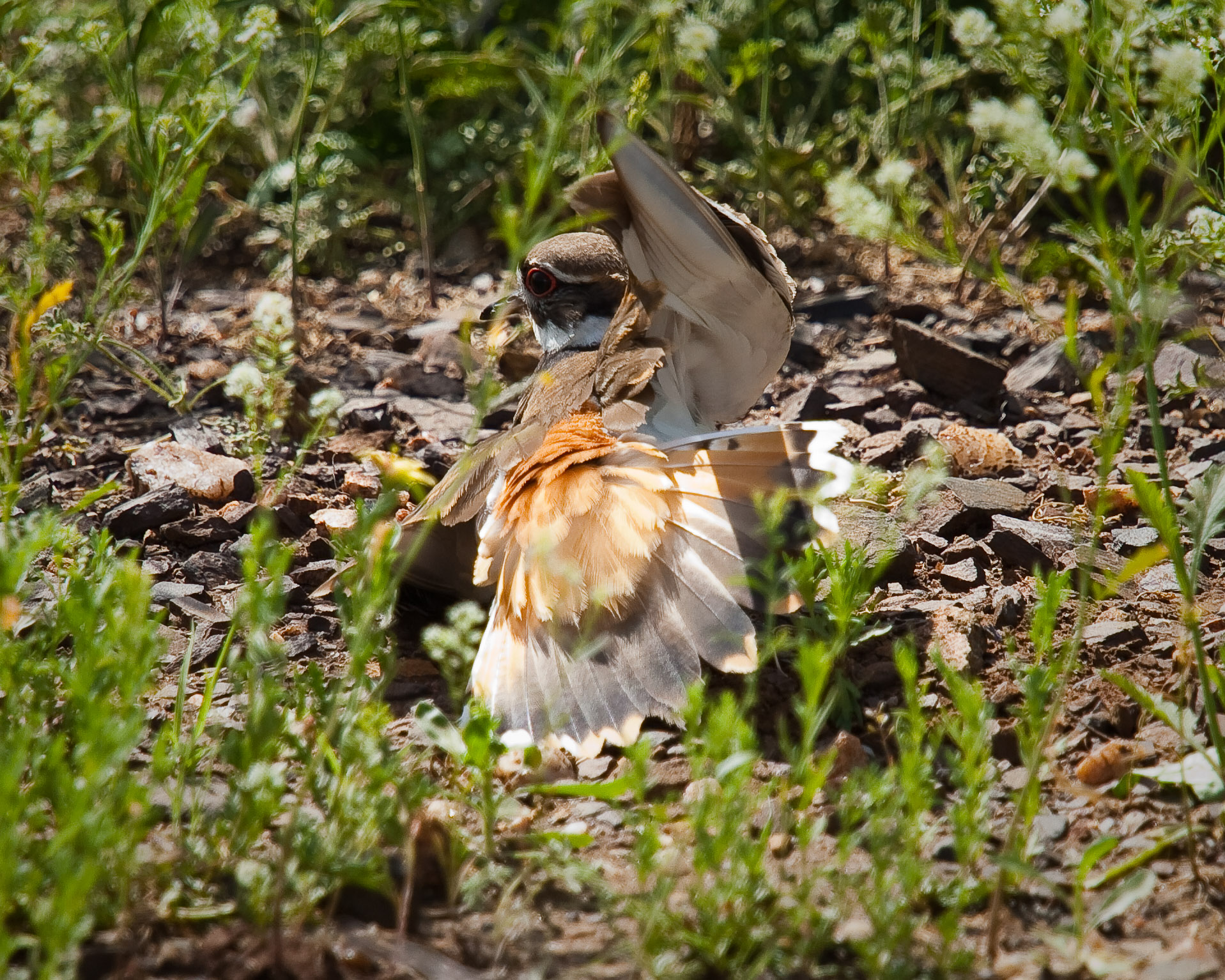
سلیم دم‌گوه‌ای که با تظاهر به بالِ شکسته حواس یک شکارگر را از لانه‌اش پرت می‌کند

نرم‌تنان دریایی مانند خرگوش دریایی، سپیداج، ماهی مرکب و هشت‌پا با پرت کردن حواس مهاجمانشان، آخرین فرصت برای فرار را به خود می‌دهند. برای انجام این کار، آنها مخلوطی از مواد شیمیایی را به بیرون پرتاب می‌کنند که ممکن است مانند غذا باشند یا شکارگران را گیج کند. در گروه‌های جوهر سرپایان در پاسخ به یک شکارگر، آنها جوهر را از غده جوهری و اوپالین را از غده اوپالین آزاد می‌کنند که ابرمانند است و بر حواس تغذیه شکارگر تأثیر می‌گذارد و سبب می‌شود تا به ابر حمله کند.
در نمایش انحرافی، توجه شکارگران از یک جسم معمولاً لانه یا بچه، که توسط جانور محافظت می‌شود، منحرف می‌شود، بسیاری از پرندگان لانه‌ساز در هنگام نزدیک شدن یک شکارگر مانند روباه، به اصطلاح «نمایش حواس‌پرتی» را انجام می‌دهند. پرنده لنگان از لانه دور می‌شود و یک بالش را طوری دراز می‌کند که انگار شکسته‌است. شکارگر که گرفتن طعمه را آسان حس می‌کند، از لانه حاوی جوجه‌ها دور می‌شود. سرانجام پرنده والد تظاهر خود را رها می‌کند و درست به موقع به هوا می‌پرد تا از آرواره‌های روباه فرار کند. احتمالاً جان بچه‌های خود را نجات داده‌است، اما خود را معرض خطر قرار داده‌است.

### تقلید و هشدار

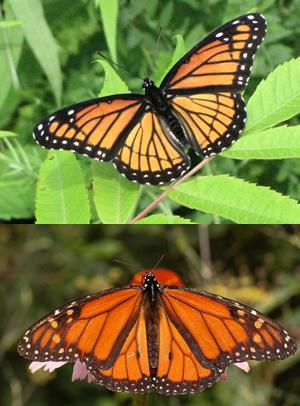
شهیار و پروانه شهریار مقلدهای مولری هستند که از نظر ظاهری شبیه به شکارگران ناخوشایند هستند.

تقلید در جانوران به وضعیتی گفته می‌شود که یک جاندار (تقلیدگر) ویژگی‌های سیگنال جانداران دیگر (مدل) را شبیه‌سازی می‌کند تا جاندار سوم را گیج کند. این کار سبب می‌شود که تقلیدگر غذا به دست آورد، از خطر ایمن شود یا در جفت‌گیری موفق شود. دو نوع کلاسیک تقلید دفاعی وجود دارد: تقلید بیتسی و تقلید مولری. هر دو شامل رنگ هشدار رنگ‌آمیزی جانور یا سیگنال‌های هشداردهنده است تا از حمله شکارگر جلوگیری شود.
در تقلید بیتسی، یک گونه طعمه بی‌ضرر و خوش‌طعم از ظاهر گونه دیگری که برای شکارگران زیان‌بار است تقلید می‌کند، بنابراین خطر حمله را کاهش می‌دهد. این شکل از تقلید در بسیاری از حشره‌ها دیده می‌شود. باور پشت تقلید بیتسی این است که شکارگرانی که سعی در خوردن گونه‌های ناخوشایند دارند، یادمی‌گیرند که رنگ‌ها و نشانه‌های آن را با طعم ناخوشایند مرتبط کنند. این کار سبب می‌شود تا شکارگران یاد بگیرند که از نمایش رنگ‌ها و نشانه‌های مشابه از گونه‌ها پرهیز کنند، از جمله تقلیدهای بیتسی، که در واقع انگلی بر روی مواد شیمیایی یا دیگر دفاع‌های مدل‌های بی‌سود هستند. برخی از گونه‌های اختاپوس می‌توانند با تغییر رنگ پوست، الگوی پوست و حرکات بدن، مجموعه‌ای از جانوران دیگر را تقلید کنند. هنگامی که یک دوشیزه‌ماهی به اختاپوس حمله می‌کند، اختاپوس از یک ماردریایی نواردار تقلید می‌کند. مدل انتخاب‌شده با شکارگر و زیستگاه اختاپوس متفاوت است. بیشتر این اختاپوس‌ها از تقلید بیتسی استفاده می‌کنند و جانداری را که برای شکارگران دافعه است به عنوان مدل انتخاب می‌کنند.
در تقلید مولری، دو یا چند شکل اجتناب‌برانگیز (فراری‌دهنده) علامت‌های هشدار یکسانی دارند، در شهیار و پروانه شهریار. پرندگان از خوردن هر دو گونه اجتناب می‌کنند زیرا الگوی بال آنها به درستی نشان‌دهنده طعم ناخوشایند آنهاست.

### ساختارهای دفاعی

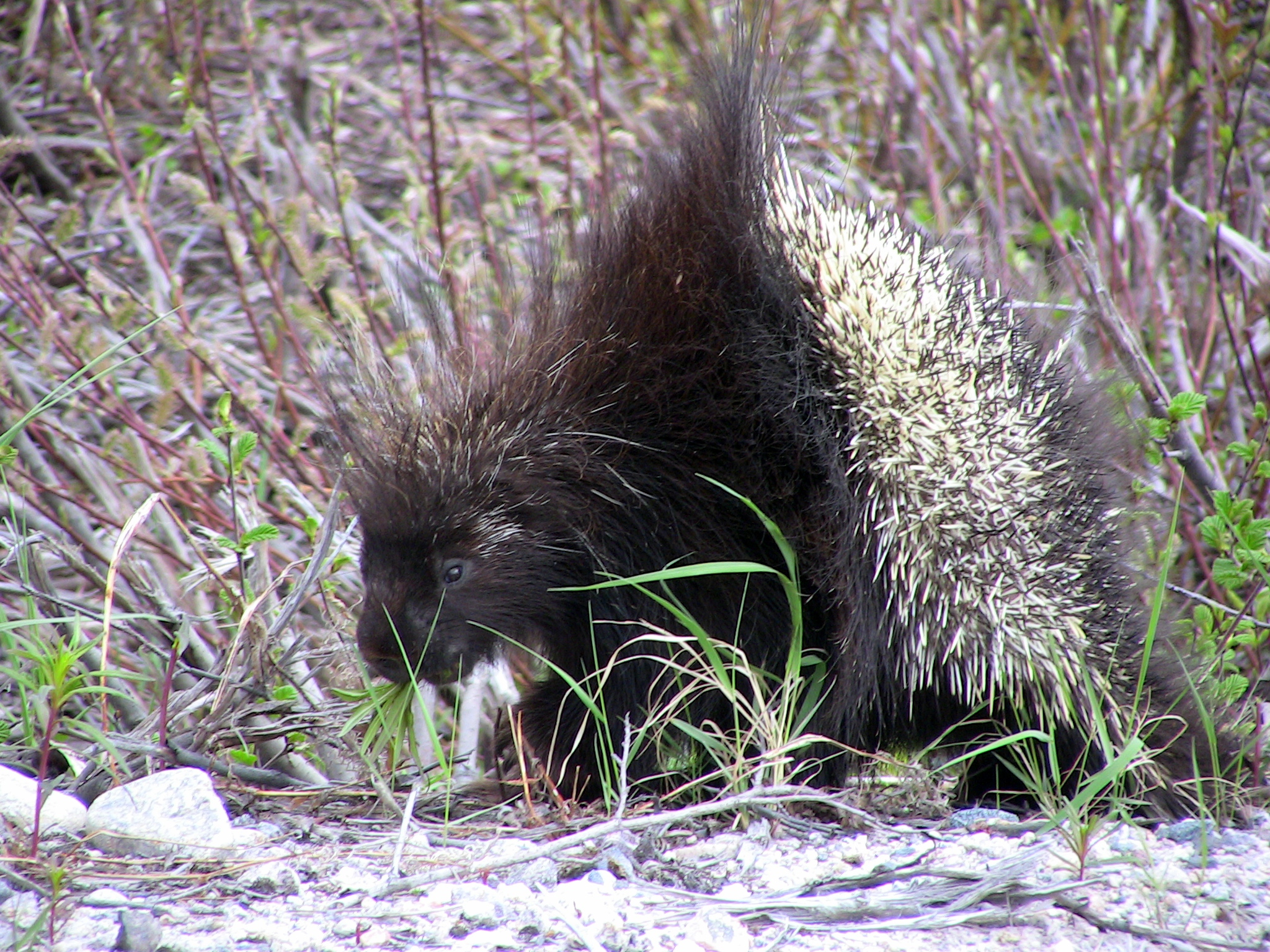
تشی آمریکای شمالی خارهای تیز را با رنگ هشدار ترکیب می‌کند.

ابزار بسیاری از جانوران در برابر شکارگران با زره‌های سخت (مانند اکثر نرم‌تنان و لاک‌پشت‌سانان)، پوست چرمی یا پوسته‌دار (مانند خزندگان) یا اسکلت بیرونی کیتینی سخت (مانند بندپایان) است.
خار ساختاری تیز و سوزن‌مانند است که برای ایجاد درد در شکارگران استفاده می‌شود. نمونه‌ای از آن در طبیعت در جراح‌ماهی سوهال یافت می‌شود. این ماهی‌ها در جلوی هر یک از باله‌های دم خود، یک خار تیز شبیه به چاقوی جراحی دارند که می‌تواند زخم‌های عمیقی ایجاد کند. ناحیه اطراف خار اغلب به رنگ روشن است تا قابلیت دفاع آنها آشکار باشد و شکارگران از آنها اجتناب کنند. خارهای دفاعی ممکن است جداشونده یا سمی باشند. تشی خارهای دراز، سفت، در نوک شکسته و در برخی گونه‌ها خاردار هستند تا به شکارگران احتمالی بچسبند. در مقابل، خارهای کوتاه جوجه‌تیغی که موهای تغییریافته هستند، کاملاً منعطفند و در بدن خاردار پنهان می‌شوند؛ بنابراین به راحتی جدا نمی‌شوند و می‌توانند به مهاجم آزار برسانند.
بسیاری از گونه‌های شاپرک‌های فنجانی بدر امتداد سطح پشتی خود برآمدگی‌های متعدد و خارهای گزنده دارند. گونه‌هایی که این خارهای گزنده را دارند، نسبت به لاروهایی که آن را ندارند، کمتر شکار می‌شوند. برای نمونه، زنبور کاغذی در صورت داشتن حق انتخاب، لاروهای بدون خار را انتخاب می‌کند.

## تشخیص شکارگر و پرهیز از گرفتار شدن
بسیاری از جانوران حواس بینایی، بویایی و شنوایی بسیار رشدیافته‌ای دارند تا بتوانند خطر را تشخیص دهند و فرار کنند. طعمه می‌تواند با زیر نظر داشتنِ پیوسته محیط اطراف خود، مخصوصاً در فضای باز، این شانس را به دست آورد که پیش از رسیدن یک شکارگر به «فاصله بحرانی» برای حمله، آن را ببیند و گرفتار نشود.

### فرار
واکنش طبیعی یک جانور شکارشونده به یک شکارگر مهاجم این است که با هر روشی که می‌تواند ― اعم از پرواز، سُر خوردن، شیرجه، شنا، دویدن، پریدن، لانه زیرزمینی یا غلت زدن ― فرار کند. مسیرهای فرار اغلب نامنظم هستند تا پیش‌بینی مسیر حرکت طعمه برای شکارگر دشوار شود. به عنوان مثال، پرندگانی مانند پاشلک، باقرقره‌های پرپا و کاکایی سرسیاه کوچک از دست شکارگران پرسرعتی مانند شاهین بحری با پرواز زیگزاگی فرار می‌کنند.

### اثر رقیق‌سازی
اثر رقیق‌سازی یعنی جانوران در یک گروه زندگی کنند تا خطر حمله به خودشان «رقیق» شود چون هر فرد تنها یکی از خیل اعضای گروه است. به نظر جرج ویلیامز و ویلیام دی همیلتون، زندگی گروهی برای فرد مزیت‌هایی دارد و به همین دلیل فرگشت یافته‌است. این مزیت‌ها با بزرگ‌تر شدن گروه، آشکارتر می‌شود. یکی از نمونه‌های رایج آن دسته ماهی و توده ماهی است. آزمایش‌ها شواهد مستقیمی برای کاهش نرخ حمله انفرادی که در زندگی گروهی دیده می‌شود، فراهم می‌کنند، مانند اسب کامارگ در جنوب فرانسه. خرمگس اغلب به این اسب‌ها حمله می‌کند و خون می‌مکد و ناقل بیماری است. هنگامی که مگس‌ها بسیار زیاد هستند، اسب‌ها در گروه‌های بزرگ جمع می‌شوند و افراد در واقع کمتر مورد حمله قرار می‌گیرند. آب‌پیمایان حشراتی هستند که در سطح آب شیرین زندگی می‌کنند و از پایین مورد حمله ماهیان شکارگر قرار می‌گیرند. آزمایش‌هایی که اندازه گروه رایدرهای آبی را تغییر می‌داد، نشان داد که با افزایش اندازه گروه، میزان حمله به ازای هر «گام بر آب» کاهش می‌یابد.

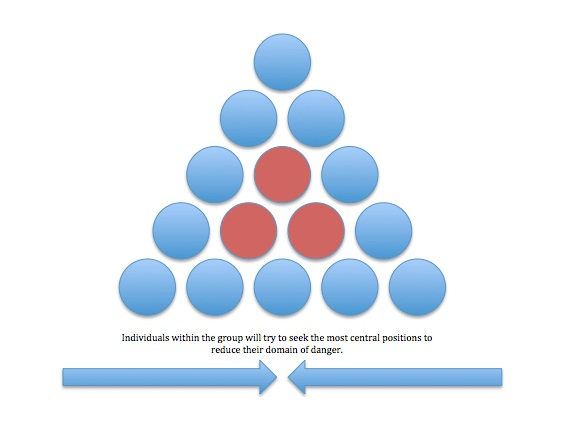
در یک گروه، طعمه‌ها به دنبال موقعیت‌های مرکزی هستند تا دامنه خطر خود را کاهش دهند. افراد در امتداد لبه‌های بیرونی گروه بیشتر در معرض خطر هدف قرار گرفتن توسط شکارگر هستند.

### گله خودخواه
نظریه گله خودخواه را ویلیام دی همیلتون ارائه داد تا توضیح دهد چرا جانوران به دنبال موقعیت مرکزی در یک گروه هستند. ایده اصلی این نظریه کاهش دامنه خطر برای فرد است. حوزه خطر، ناحیه‌ای در گروه است که در آن فرد بیشتر در معرض حمله یک شکارگر است. مرکز گروه کمترین دامنهٔ خطر را دارد، بنابراین پیش‌بینی می‌شود که جانوران به‌طور مداوم برای به دست آوردن این موقعیت بهتر تلاش کنند. آلتا د وس و جاستین اورین (۲۰۱۰)، با آزمایش اثر گله خودخواهانه همیلتون، شکار فک خزپوش قهوه‌ای توسط کوسه سفید بزرگ را مورد مطالعه قرار دادند. پژوهشگران با استفاده از ماکت این جانور طعمه، فاصله بین طعمه‌ها را برای ایجاد حوزه‌های مختلف خطر تغییر دادند. فُک‌هایی که دامنهٔ خطر بیشتری داشتند، بیشتر در خطر حمله کوسه بودند.

### سیری شکارگر

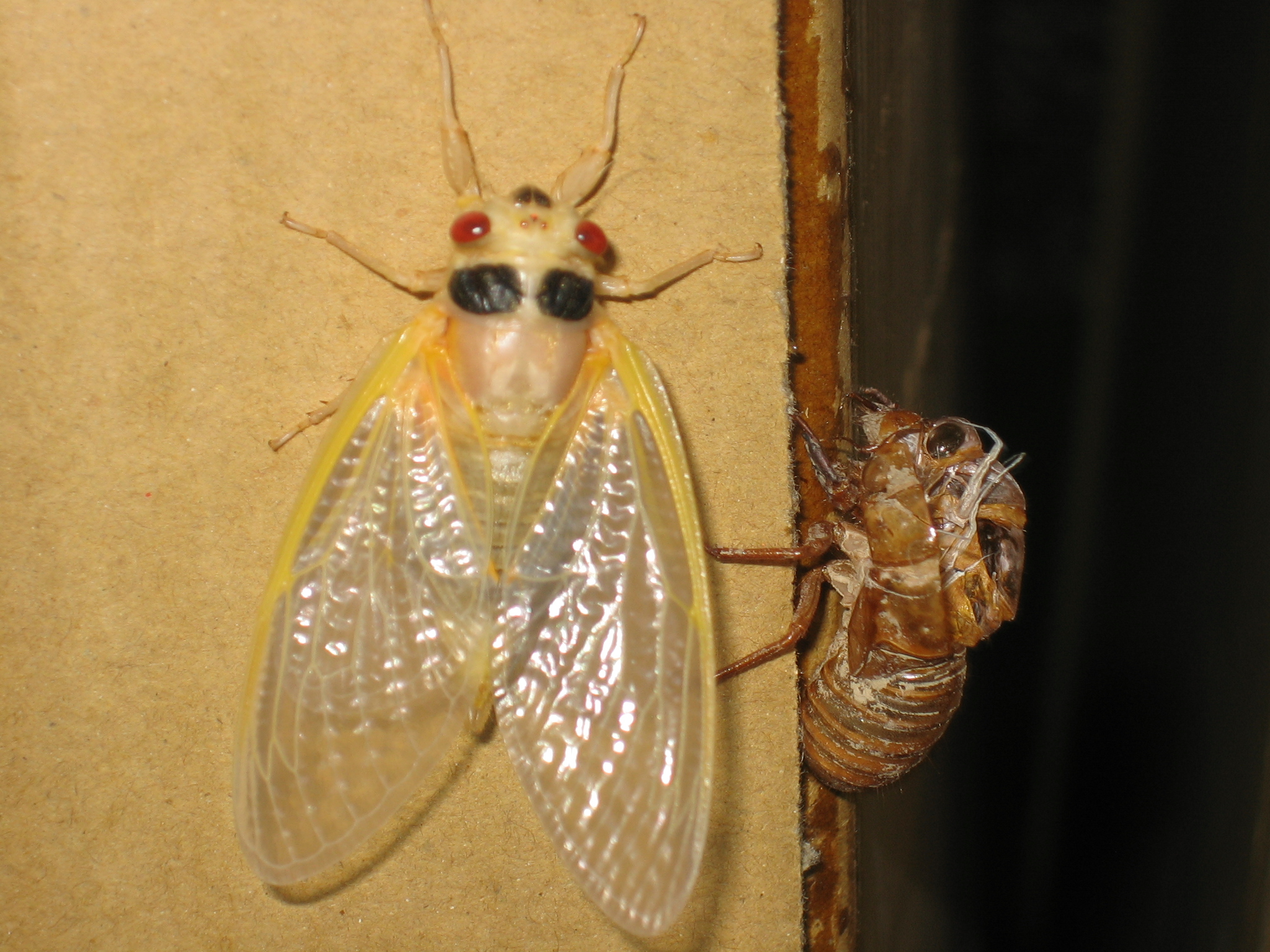
زنجره‌های دوره‌ای تازه پدیدارشده: میلیون‌ها فرد به یکباره و در فواصل زمانی طولانی پدیدار می‌شوند و احتمالاً شکارگران را سیر می‌کنند.

یک راهبرد رادیکال برای اجتناب از شکارگران، پدیدار شدن بسیار نادر و در فواصل نامنظم است. اگر پدیدار شدن، به مرور و منظم رخ دهد، ممکن است اکثریت بزرگی از آنها شکار شوند. اما وقتی پدیدار شدن آنها به یکباره و نامنظم است، شکارگران با چرخه زندگی یک یا چندساله توانایی تولیدمثل سریع برای بهره‌برداری از این ازدیاد جمعیت شکار را ندارند. شکارگران ممکن است با جمعیت در حال ظهور جشن بگیرند، اما توانایی مصرف آنها محدود است م تنها می‌توانند کسری از موج کوتاه شکار را بخورند. زنجره‌های دوره‌ای که در فواصل ۱۳ یا ۱۷ ساله پدیدار می‌شوند، اغلب به‌عنوان نمونه‌ای از این سیرشدن شکارگر استفاده می‌شوند. البته توضیحات جایگزینی نیز دربارهٔ چرخه زندگی نامعمول آنها ارائه شده‌است.

### ندای هشدار
جانورانی که به صورت گروهی زندگی می‌کنند، اغلب صدای زنگ هشدار را ایجاد می‌کنند که حمله را هشدار می‌دهد. برای نمونه، میمون وروت، بسته به ماهیت حمله، صداهای مختلفی تولید می‌کند: برای عقاب، سرفه، برای پلنگ یا گربه‌سانان دیگر، پارس بلند، برای پایتون یا مارهای دیگر، یک «چهچهه» یا علامت هشدار. میمون‌هایی که این صداها را می‌شنوند، واکنش تدافعی نشان می‌دهند، اما در هر بار متفاوت است: برای صدای عقاب، به بالا نگاه می‌کنند و به جای سرپوشیده می‌روند. برای صدای پلنگ، آنها به سمت درختان می‌دوند. برای ندای مار روی دوپا می‌ایستند و به دنبال مار می‌گردند و با دیدن مار گاهی او را از بین می‌برند. نداهای مشابهی در گونه‌های دیگر میمون‌ها هم یافت می‌شود، در حالی که پرندگان نیز نداهای متفاوتی دارند که پاسخ‌های متفاوتی را برمی‌انگیزد.

### خودبری

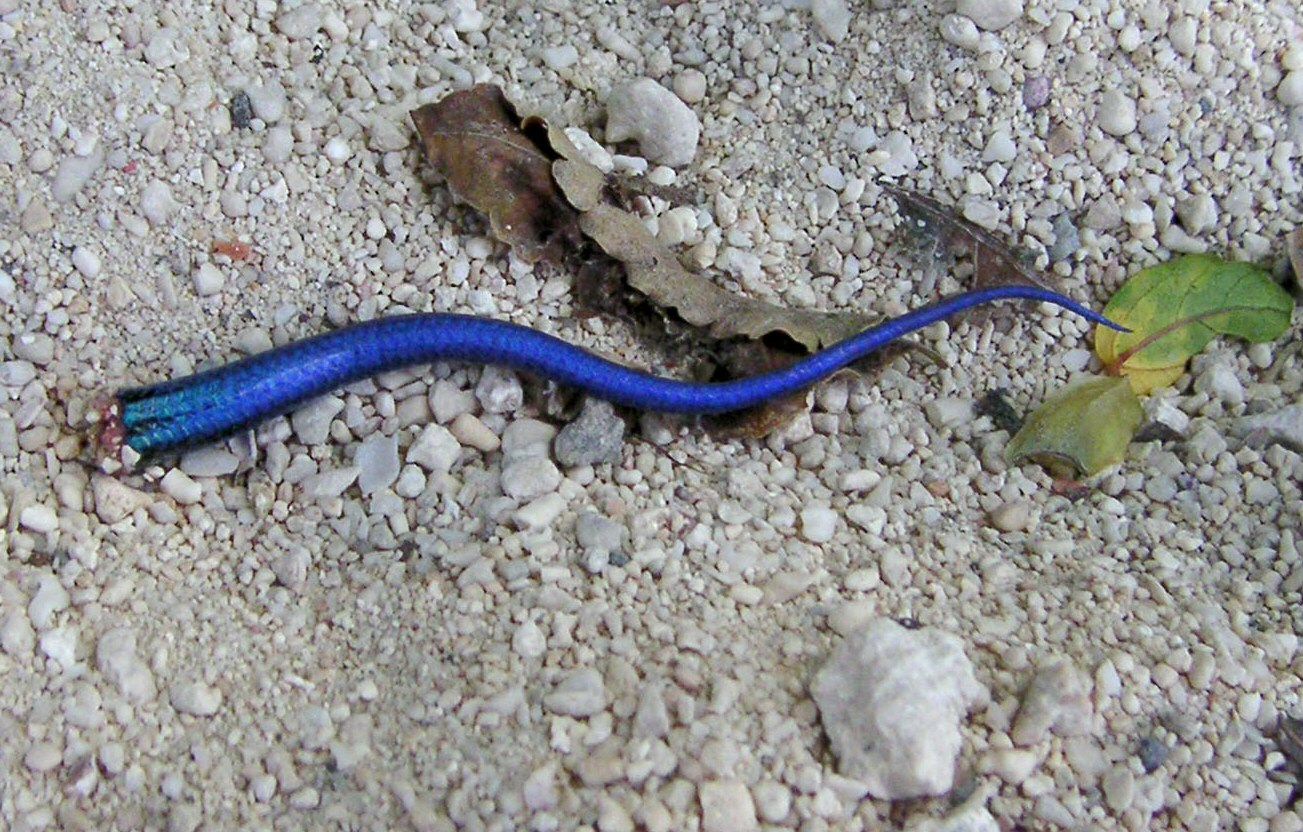
خودبری دم مارمولک می‌تواند حواس شکارگران را پرت کند و در حالی که دُم همچنان به پیچ و تاب خوردن ادامه می‌دهد، مارمولک فرار می‌کند.

برخی از جانوران می‌توانند با خودبری (قطع عضو خود)، یکی از زائده‌های خود را در آخرین تلاش برای فرار از چنگ شکارگر از خود جدا کنند و با منحرف کردن حواس شکارگر مجال فرار بیابند. بخش ازدست‌رفتهٔ بدن ممکن است دوباره بازسازی شود. برخی از حلزون‌های دریایی «پرزهای نیش‌زن» را دور می‌اندازند. بندپایانی مانند خرچنگ می‌توانند یک پنجه را قربانی کنند که می‌تواند در چندین پوست‌اندازی متوالی دوباره رشد کند. در میان مهره‌داران، بسیاری از گکو‌ها و دیگر مارمولک‌ها نیز، هنگام حمله دم خود را می‌اندازند. دم کوچک‌تر به آرامی دوباره رشد می‌کند.

### هوشیاری بهبودیافته
در اثر هوشیاری بهبودیافته، گروه‌ها می‌توانند شکارگران را زودتر از افراد انفرادی شناسایی کنند. اگر طعمه در آغاز حمله هشدار داده شود، شانس بیشتری برای فرار دارند؛ مثلاً دستهٔ کبوتر جنگلی توسط شهبازها شکار می‌شوند. شهبازها در حمله به دسته‌های بزرگ‌تر کبوترهای چوبی نسبت به هنگام حمله به گله‌های کوچک‌تر موفق نیستند. این موضوع به این دلیل است که هرچه اندازه گله بزرگ‌تر باشد، احتمال اینکه یک پرنده زودتر متوجه پرنده شکارگر شود و پرواز کند، بیشتر است. هنگامی که یک کبوتر در حالت هشدار پرواز می‌کند، بقیه کبوترها دنبال می‌شوند. شترمرغ‌های وحشی در پارک ملی ساوو شرقی در کنیا به تنهایی یا در گروه‌های حداکثر چهار پرنده تغذیه می‌کنند. آنها در معرض شکار شیرها هستند. با افزایش اندازه گروه شترمرغ، تعداد دفعه‌ای که در آن هر فردی سر خود را بالا می‌برد تا به دنبال جانور شکارگر باشد، کاهش می‌یابد. از آنجایی که شترمرغ‌ها می‌توانند در مسافت‌های طولانی با سرعتی فراتر از شیرها بدوند، شیرها تلاش می‌کنند هنگامی به آن حمله کنند که سر شترمرغ پایین است. با گروه‌بندی، شترمرغ‌ها در تعیین مدت زمان پایین ماندن سر شترمرغ‌ها، شیرها را با مشکل بیشتری مواجه می‌کنند؛ بنابراین، اگرچه هوشیاری فردی کاهش می‌یابد، اما هوشیاری کلی گروه افزایش می‌یابد.

### گیج‌کردن شکارگر

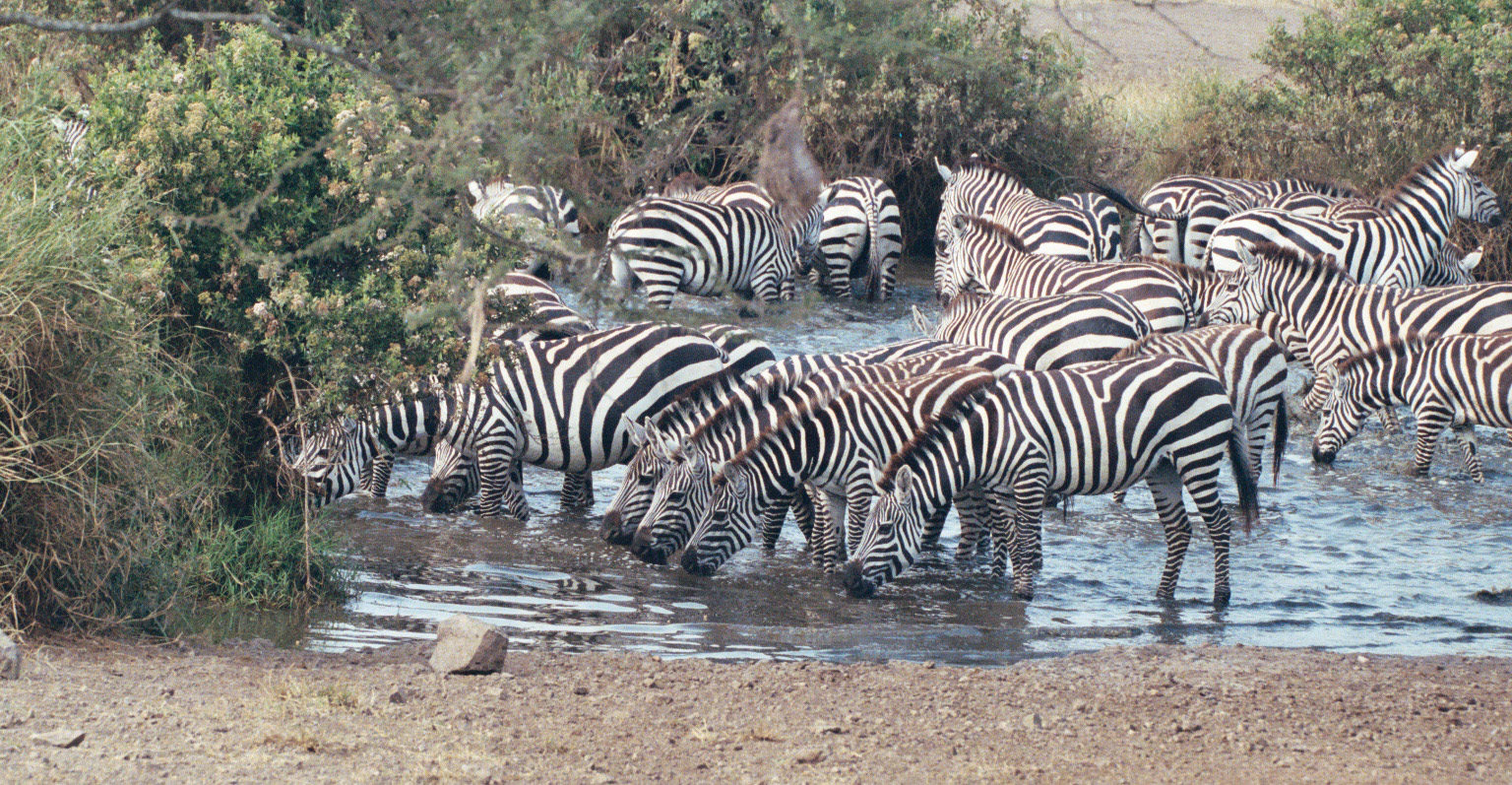
صید یک گورخر در میان گله سخت است.

افرادی که در گروه‌های بزرگ زندگی می‌کنند ممکن است از حمله ایمن‌تر باشند، زیرا ممکن است شکارگر به دلیل اندازه گروه بزرگ گیج شود. با حرکت گروه، شکارگر برای هدف قرار دادن یک جانور شکاری منفرد مشکل بیشتری دارد. گورخر توسط جانورشناس مارتین استیونز و همکارانش به عنوان نمونه‌ای از این موضوع پیشنهاد شده‌است. یک گورخر هنگامی که ثابت است، به دلیل اندازه بزرگ خود برجسته می‌شود. برای کاهش خطر حمله، گورخرها اغلب به صورت گله‌ای سفر می‌کنند. الگوهای راه‌راه در همه گورخرهای گله، ممکن است شکارگر را گیج کند و تمرکز شکارگر روی یک گورخر منفرد را دشوارتر کند. افزون بر این، هنگام حرکت سریع، نوارهای گورخر یک اثر گیج‌کننده و سوسوزننده استتاری در چشم شکارگر ایجاد می‌کنند.

## دفاع و مبارزه برای خورده نشدن
ساختارهای دفاعی مانند خارها ممکن است هم برای دفع حمله (همان‌طور که در بالا ذکر شد) و هم در صورت لزوم برای مقابله با شکارگر استفاده شود. دفاع شیمیایی  اوباشگری، استفراغ دفاعی،و خودکشی به دلیل نوع‌دوستی از انواع آن هستند.

### دفاع شیمیایی

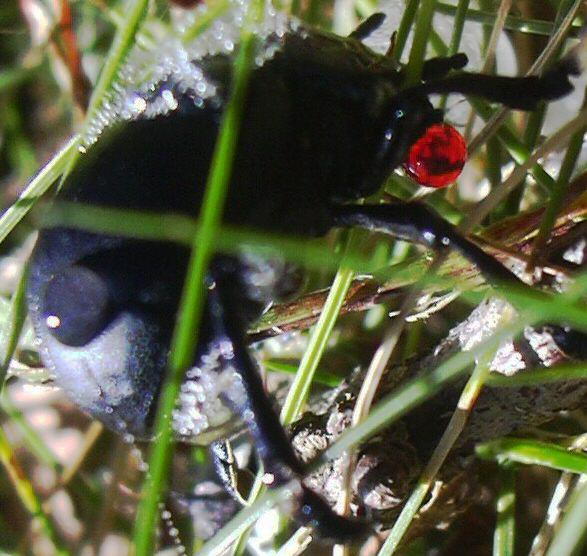
سوسک خون‌دماغی Timarcha tenebricosa، که قطره‌ای از مایع قرمز زیان‌آور را بیرون می‌ریزد (بالا سمت راست)

بسیاری از جانوران طعمه، برای دفاع در برابر دانه‌خواری از دانه‌های گیاهان، از مواد شیمیایی سمی برای دفاع از خود استفاده می‌کنند. اینها ممکن است در ساختارهای سطحی مانند خارها یا غدد متمرکز شده باشند و مهاجم پیش از اینکه جانور طعمه را گاز بگیرد یا ببلعد، طعم مواد شیمیایی را بچشد: بسیاری از سموم تلخ‌مزه هستند. آخرین دفاع این است که گوشت جانور سمی باشد، مانند بادکنک‌ماهیان، شه‌پروانه‌ایان و جنگل‌بانان. بسیاری از حشرات سموم را از گیاهان غذایی خود به دست می‌آورند. کرم ابریشم پروانه پادشاه سمی کاردنولید از علف‌های شیری (استبرق (زیرتیره)) را جمع می‌کنند.
برخی از جانوران شکار توانایی بیرون ریختن مواد زیان‌آور برای جلوگیری از شکارگران هستند. سوسک بمب‌افکن در نوک شکم خود غدد خاصی دارد که به آن اجازه می‌دهد تا یک اسپری سمی را به سوی شکارگران شلیک کند. این اسپری به صورت انفجاری از طریق اکسیداسیون هیدروکینون‌ها تولید می‌شود و در دمای ۱۰۰ درجه سانتی‌گراد اسپری می‌شود.
جیرجیرک زرهی‌ها به‌طور مشابه هنگام تهدید خودخون‌ریزی، خون را در مفاصل خود آزاد می‌کنند. چندین گونه از ملخ‌ها از جمله ملخ رنگین، در خودخون‌ریزی، خون به سمت شکارگر پاشیده می‌شود. خون این جانوران معمولاً دارای ترکیبات سمی است که این رفتار را به یک سازوکار دفاع شیمیایی مؤثر تبدیل می‌کند. بیشتر جانورانی که خودخون‌ریزی می‌کنند حشرات هستند، اما برخی از خزندگان نیز این رفتار را نشان می‌دهند.
برخی از گونه‌های مهره‌دار مانند مارمولک شاخدار تگزاس می‌توانند در صورت تهدید، با افزایش سریع فشار خون در حفره‌های چشم خود، خون را از چشم‌های خود پرتاب کنند. از آنجایی که یک فرد ممکن است تا ۵۳ درصد از خون خود را در یک اسپری از دست بدهد، این کار تنها علیه شکارگران دائمی مانند روباه، گرگ و کایوت (سگان)، به عنوان آخرین شیوهٔ دفاعی استفاده می‌شود. سگ‌سانان اغلب مارمولک‌های شاخدار را پس از پاشیدن خون، به زمین می‌اندازند و تلاش می‌کنند تا خون را از دهان خود پاک کنند یا بیرون بریزند که نشان می‌دهد این مایع دارای مواد سمی است. شکارگران، در صورت انتخاب، مارمولک‌های دیگری را انتخاب می‌کنند، که نشان‌دهنده بیزاری آموخته‌شده نسبت به مارمولک‌های شاخدار به عنوان طعمه است.
ملخ قهوه و تگرا نوواهوللاندی در صورت تهدید، مایعات زیان‌آور ترشح می‌کنند و گاهی این مایعات را به زور بیرون می‌دهند. مار کبرا تف خود را که حاوی زهر نیش است، به چشم شکارگران بالقوه می‌پاشد. کبرا از هر ده بار، هشت بار به هدف خود ضربه می‌زند و سبب درد شدید می‌شود. سربازان موریانه در ناسوتی‌موریانه‌ایان یک تفنگ فونتانلار دارند، غده‌ای در جلوی سرشان که می‌تواند ترشح کند و مانند یک تیر شلیک کند. جت دقیق رزینی ترپن را ترشح و شلیک کند. این ماده برای دیگر حشرات چسبنده و سمی است. یکی از ترپن‌های موجود در ترشح، پینن، به عنوان فرومون عمل می‌کند.< دانه‌ها با ترکیبی از غیرپروتئینی سمی آمینو اسیدها، گلیکوزیدها، پروتئاز و مهارکننده‌های آمیلاز و هماگلوتینین از شکار جلوگیری می‌کنند.
غدد لجنی در امتداد بدن بی‌فک‌ماهی، هنگام تحریک یا استرس، مقدار زیادی مخاط ترشح می‌کنند. لجن ژلاتینی تأثیر چشمگیری بر جریان و ویسکوزیته آب دارد و به سرعت آبشش هر ماهی را که قصد شکار ماهی هاگ را دارد، مسدود می‌کند. شکارگران معمولاً ماهی هاگ را در عرض چند ثانیه رها می‌کنند. شکارگران معمولی ماهی هاگ شامل پرندگان دریایی، فک‌ها و آب‌بازسانان هستند، اما تعداد کمی از ماهی‌های شکارگر از ماهی هاگ به عنوان طعمه اجتناب می‌کنند.
برخی از جانوران فرگشت یافته‌اند تا در هنگام احساس خطر بوی بدی از خود خارج کنند. گَنْدراسوا معروف‌ترین پاشنده‌های بوی بد هستند. گَنْدراسوا در زمان احساس خطر نوعی ترکیبات شیمیایی از پشت خود به بیرون شلیک می‌کنند. این ترکیبات چنان بدبو هستند که می‌توانند باعث تهوع و احساس سوزش در چشم شوند.

### دفاع گروهی

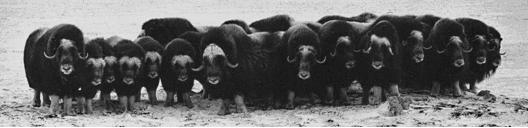
گروه گاو مشک در حالت ترکیب دفاعی، شاخ آماده و بسیار هوشیار

در دفاع گروهی، گروه‌های طعمه به جای اینکه به خود اجازه دهند تا قربانیان منفعلی از شکار باشند، به‌طور فعال با گروه‌بندی در کنار هم و گاهی با حمله به یک شکارگر از خود دفاع کنند. اوباشگری، به معنی آزار و اذیت شکارگر توسط بسیاری از جانوران شکارشونده است. اوباشگری معمولاً برای محافظت از بچه‌ها در کلُنی اجتماعی انجام می‌شود. برای مثال، میمون‌های شست‌بریده‌های سرخ هنگامی که توسط شامپانزه معمولی، تهدید می‌شوند، رفتار اوباشگری نشان می‌دهند. میمون‌های شست‌بریده‌های سرخ نر باهم گروه می‌شوند و خود را بین شکارگران و ماده‌ها و بچه‌های گروه قرار می‌دهند. نرها حمله می‌کنند و به‌طور فعال شامپانزه‌ها را گاز می‌گیرند. توکای پشت‌بلوطی از جمله پرندگانی هستند که ممکن است به صورت انفرادی یا به صورت کلُنی لانه بسازند. در داخل کلنی‌ها، توکای پشت‌بلوطی به شکارگران نزدیک می‌شوند و مدفوع می‌کنند، که به صورت تجربی نشان داده شده‌است که این عمل سطح شکار را کاهش می‌دهد.

### استفراغ دفاعی

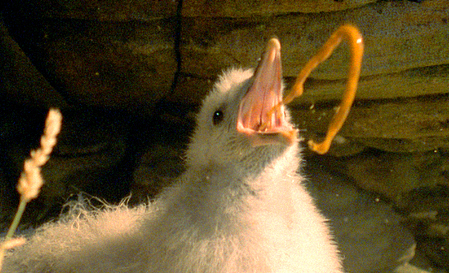
یک جوجه مرغ باران بدبوی شمالی با یک جت روغن معده از خود محافظت می‌کند.

برخی از پرندگان و حشرات برای دور کردن شکارگران از پس‌زنش دفاعی استفاده می‌کنند. مرغ باران بدبوی شمالی هنگام تهدید، یک ماده نارنجی روشن و روغنی به نام روغن معده استفراغ می‌کند. روغن معده از رژیم غذایی آبزیان آنها تهیه می‌شود. این کار سبب می‌شود تا پرهای شکارگر باریک شود و سبب از دست دادن توانایی پرواز و از دست دادن توانایی دفع آب یا خاصیت آب‌گریزی شود؛ زیرا پرهای آب‌گریز در هنگام غواصی برای غذایابی از آنها در برابر سرمازدگی محافظت می‌کند.
جوجه‌های سبزقبای اروپایی وقتی خطر را احساس می‌کنند، مایعی به رنگ نارنجی روشن و بدبو استفراغ می‌کنند. این کار شکارگران احتمالی را دفع می‌کند و ممکن است به والدین آنها دربارهٔ خطر هشدار دهد: آنها با تأخیر در بازگشت خود پاسخ می‌دهند.
بسیاری از حشرات از پس‌زنش دفاعی استفاده می‌کنند. کاترپیلار چادر شرقی قطره‌ای از مایع گوارشی را برای دفع مورچه‌های مهاجم بازمی‌گرداند. به‌طور مشابه، لاروهای شاپرکان جغدی هنگامی که توسط مورچه‌ها آشفته می‌شوند، استفراغ می‌کنند. استفراغ شب‌پره‌ها دارای خواص دفع‌کننده و تحریک‌کننده است که به جلوگیری از حمله‌های شکارگران کمک می‌کند.

### خودکشی فداکارانه
نوع غیر رایجی از بازدارندگی شکارگران در مورچه انتحاری مالزیایی دیده شده‌است. یکی از راسته‌های حشرات به نام پرده‌بالان برای محافظت از کل کلُنی به ایثار تکیه می‌کنند؛ بنابراین، اقدام‌های خودتخریبی به سود همه افراد کلُنی است. هنگامی که پای مورچه کارگر گرفته می‌شود، محتویات غده زیرآرواره‌ای بیش‌پرورده شده خود را بیرون می‌اندازد و ترکیب‌ها و چسب‌هایی محرک را بر روی شکارگر دفع می‌کند. این عمل از شکار شدن جلوگیری می‌کنند و به عنوان علامتی برای دیگر دشمنان مورچه‌ها عمل می‌کنند تا شکار بقیه مورچه‌های کلنی را متوقف کنند. از آنجایی که بیرون انداختن مواد، مرگ مورچه را به همراه دارد، این عمل به نوعی خودکشی انتحاری شباهت دارد.

### ارجاعات
1. ↑  «شکارگر» [مهندسی منابع طبیعی - شاخة حیات‌وحش] هم‌ارزِ «predator»؛ منبع: گروه واژه‌گزینی. دفتر شانزدهم. فرهنگ واژه‌های مصوب فرهنگستان. تهران: انتشارات فرهنگستان زبان و ادب فارسی (ذیل سرواژهٔ شکارگر) https://wiki.apll.ir/word/index.php/Predator بایگانی‌شده  در ۲۹ دسامبر ۲۰۲۳ توسط Wayback Machine
2. ↑  Aristotle (1910) [350 BC]. The History of Animals. Vol. IX. pp. 621b–622a. Archived from the original on 21 April 2018. Retrieved 24 December 2023.
3. 1 2  Cott 1940.
4. ↑  Geffroy, Benjamin; Sadoul, Bastien; Putman, Breanna J.; Berger-Tal, Oded; Garamszegi, László Zsolt; Møller, Anders Pape; Blumstein, Daniel T. (22 September 2020). "Evolutionary dynamics in the Anthropocene: Life history and intensity of human contact shape antipredator responses". PLOS Biology. 18 (9): e3000818. doi:10.1371/journal.pbio.3000818. ISSN 1545-7885. PMC 7508406. PMID 32960897. S2CID 221864354.
5. ↑  «نسخه آرشیو شده». بایگانی‌شده از روی نسخه اصلی در ۲۱ فوریه ۲۰۲۴. دریافت‌شده در ۲۱ فوریه ۲۰۲۴.
6. ↑  مصداقی، منصور (۱۳۷۹). بوم‌شناسی و مدیریت حیات وحش. دانشگاه امام رضا (ع). ص. ۴۵۶. شابک ۹۶۴-۶۵۸۲-۲۴-۹.
7. ↑  Kingsolver, Joel G. and Huey, Raymond B. (2003). Introduction: The Evolution of Morphology, Performance, and Fitness, Integrative and Comparative Biology. Vol. 43, No. 3 (Jun. , 2003), pp. 361-366
8. ↑  Kriegman, S. , Cheney, N. & Bongard, J. (2018). How morphological development can guide evolution. Sci. Rep. , 8, 13934. https://doi.org/10.1038/s41598-018-31868-7
9. ↑  Evolution of Behavior, Life Histories and Morphology. https://lsa.umich.edu/eeb/research/research-areas/evolution-of-behavior--life-histories-and-morphology.html بایگانی‌شده  در ۲۱ فوریه ۲۰۲۴ توسط Wayback Machine
10. ↑  «نسخه آرشیو شده». بایگانی‌شده از روی نسخه اصلی در ۲۱ فوریه ۲۰۲۴. دریافت‌شده در ۲۱ فوریه ۲۰۲۴.
11. ↑  Wang, L. , Li. , J. , Zhao, J. , He. , C. (2015). Evolutionary developmental genetics of fruit morphological variation within the Solanaceae. Front. Plant Sci. , 13 April 2015, Volume 6 - 2015 | https://doi.org/10.3389/fpls.2015.00248
12. 1 2  "Antipredator adaptation". Psychology Wiki (به انگلیسی). 2023-11-29. Archived from the original on 29 December 2023. Retrieved 2024-01-25.‏
13. ↑  Accelerator, Academic (2024-01-25). "Anti Predator Adaptation: Most Up-to-Date Encyclopedia, News & Reviews". Academic Accelerator (به انگلیسی). Archived from the original on 25 January 2024. Retrieved 2024-01-25.‏
14. 1 2  "Antipredator adaptation". Psychology Wiki (به انگلیسی). 2023-11-29. Archived from the original on 29 December 2023. Retrieved 2023-12-29.‏
15. 1 2  Sherbrooke, W. C. (2003). Introduction to horned lizards of North America. University of California Press. pp. 117–118.
16. ↑  Cott, H.B. (1940). Adaptive Coloration in Animals. London: Methuen. pp. 330–335.
17. 1 2  Duverge, P.L.; Jones, G; Rydell, J.; Ransome, R. (2000). "Functional significance of emergence timing in bats". Ecography. 23: 32–40. doi:10.1111/j.1600-0587.2000.tb00258.x.
18. 1 2  Daly, M.; Behrends, P.R.; Wilson, M.; Jacobs, L. (1992). "Behavioural modulation of predation risk: moonlight avoidance and crepuscular compensation in a nocturnal desert rodent, Dipodomys merriami". Animal Behaviour. 44: 1–9. doi:10.1016/s0003-3472(05)80748-1. S2CID 4077513.
19. ↑  Caro 2005, pp. 35–60.
20. ↑  Caro 2005, pp. 53–55.
21. ↑  Cott 1940, pp. 318–320.
22. ↑  Caro 2005, pp. 61–65.
23. ↑  Oxford University Press. (2013). Oxford Reference. Retrieved 21 November 2013, from Apostatic Selection: http://www.oxfordreference.com/view/10.1093/oi/authority.20110803095419471 بایگانی‌شده  در ۲۴ سپتامبر ۲۰۱۵ توسط Wayback Machine
24. ↑  Cooper, William E. "Antipredatory Behavior". IDEA. University of California, Riverside. Archived from the original on 18 May 2018. Retrieved 23 October 2014.
25. ↑  Stevens, Martin (2005). "The role of eyespots as anti-predator mechanisms, principally demonstrated in the Lepidoptera". Biological Reviews. 80 (4): 573–588. doi:10.1017/S1464793105006810. PMID 16221330. S2CID 24868603.
26. ↑  Edmunds, Malcolm (2012). "Deimatic Behavior". Springer. Archived from the original on 28 July 2013. Retrieved 31 December 2012.
27. ↑  Smith, Ian (3 December 2012). "Octopus vulgaris. Dymantic display". The Conchological Society of Great Britain and Ireland. Archived from the original on 24 June 2016. Retrieved 1 January 2013.
28. ↑  Caro, T. M. (1986). "The functions of stotting in Thomson's gazelles: Some tests of the predictions". Animal Behaviour. 34 (3): 663–684. doi:10.1016/S0003-3472(86)80052-5. S2CID 53155678.
29. ↑  Bildstein, Keith L. (May 1983). "Why White-Tailed Deer Flag Their Tails". The American Naturalist. 121 (5): 709–715. doi:10.1086/284096. JSTOR 2460873. S2CID 83504795.
30. ↑  Bergstrom, C. T.; Lachmann, M. (2001). "Alarm calls as costly signals of antipredator vigilance: the watchful babbler game". Animal Behaviour. 61 (3): 535–543. CiteSeerX 10.1.1.28.773. doi:10.1006/anbe.2000.1636. S2CID 2295026.
31. ↑  Getty, T. (2002). "The discriminating babbler meets the optimal diet hawk". Anim. Behav. 63 (2): 397–402. doi:10.1006/anbe.2001.1890. S2CID 53164940.
32. ↑  Pasteur, Georges (1982). "A classificatory review of mimicry systems". Annual Review of Ecology and Systematics. 13: 169–199. doi:10.1146/annurev.es.13.110182.001125.
33. ↑  Alboni, Paolo; Alboni, Marco; Bertorelle, Giorgio (2008). "The origin of vasovagal syncope: to protect the heart or to escape predation?". Clinical Autonomic Research. 18 (4): 170–8. doi:10.1007/s10286-008-0479-7. PMID 18592129. S2CID 7739227.
34. 1 2  Inman, Mason (29 March 2005). "Sea Hares Lose Their Lunch". Sciencemag.org. Archived from the original on 2021-09-24. Retrieved 10 May 2015.
35. ↑  Derby, Charles D. (December 2007). "Escape by Inking and Secreting: Marine Molluscs Avoid Predators Through a Rich Array of Chemicals and Mechanisms". The Biological Bulletin. 213 (3): 274–289. doi:10.2307/25066645. JSTOR 25066645. PMID 18083967. S2CID 9539618.
36. ↑  Derby, Charles D.; Kicklighter, Cynthia E.; Johnson, P. M. & Xu Zhang (29 March 2007). "Chemical Composition of Inks of Diverse Marine Molluscs Suggests Convergent Chemical Defenses" (PDF). Journal of Chemical Ecology. 2007 (33): 1105–1113. doi:10.1007/s10886-007-9279-0. PMID 17393278. S2CID 92064. Archived from the original (PDF) on 15 November 2009. Retrieved 9 May 2015.
37. ↑  Barrows, Edward M. (2001). Animal behavior (2nd ed.). CRC Press. p. 177. ISBN 978-0-8493-2005-7.
38. ↑  "The Selfish Gene". Publicism - non-fiction documentary books (به انگلیسی). Archived from the original on 31 January 2024. Retrieved 2024-01-31.‏
39. ↑  Endler, J. A. (1981). "An overview of the relationships between mimicry and crypsis". Biological Journal of the Linnean Society. 16: 25–31. doi:10.1111/j.1095-8312.1981.tb01840.x.
40. 1 2 3  Holmgren, H.; Enquist, M. (1999). "Dynamics of mimicry evolution". Biological Journal of the Linnean Society. 66 (2): 145–158. doi:10.1006/bijl.1998.0269.
41. 1 2  Ritland, D. B. (1995). "Comparative unpalatability of mimetic viceroy butterflies (Limenitis archippus) from four south-eastern United States populations". Oecologia. 103 (3): 327–336. Bibcode:1995Oecol.103..327R. doi:10.1007/BF00328621. PMID 28306826. S2CID 13436225.
42. ↑  Bates, H. W. (1961). "Contributions to an insect fauna of the Amazon valley. Lepidoptera: Heliconidae". Transactions of the Linnean Society. 23 (3): 495–566. doi:10.1111/j.1096-3642.1860.tb00146.x. Archived from the original on 3 June 2023. Retrieved 24 December 2023.
43. ↑  Stearns, Stephen; Hoekstra, Rolf (2005). Evolution: An Introduction. Oxford University Press. p. 464.
44. ↑  Norman, Mark; Finn, Julian; Tregenza, Tom (September 7, 2001). "Dynamic mimicry in an Indo-Malayan octopus". Proceedings: Biological Sciences. 268 (1478): 1755–1758. doi:10.1098/rspb.2001.1708. PMC 1088805. PMID 11522192.
45. ↑  Hanlon, R.T.; Forsythe, J.W.; Joneschild, D.E. (1999). "Crypsis, conspicuousness, mimicry and polyphenism as antipredator defences of foraging octopuses on Indo-Pacific coral reefs, with a method of quantifying crypsis form video tapes". Biological Journal of the Linnean Society. 66: 1–22. doi:10.1006/bijl.1998.0264.
46. ↑  Holen, O.H.; Johnstone, R. A. (2004). "The Evolution of Mimicry under Constraints". The American Naturalist. 164 (5): 598–613. doi:10.1086/424972. PMID 15540150. S2CID 8153271.
47. ↑  Norman, M.D.; Finn, J.; Tregenza, T. (2001). "Dynamic Mimicry in an Indo-Malayan Octopus". Proceedings: Biological Sciences. 268 (1478): 1755–1758. doi:10.1098/rspb.2001.1708. PMC 1088805. PMID 11522192.
48. ↑  Müller, Fritz (1879). "Ituna and Thyridia; a remarkable case of mimicry in butterflies. (R. Meldola translation.)". Proclamations of the Entomological Society of London. 1879: 20–29.
49. ↑  Ruxton, Sherratt & Speed 2004, p. 198.
50. ↑  Thomas, Craig. Scott, Susan. (1997). All Stings Considered. University of Hawaii Press. pp. 96-97.
51. 1 2  Vincent, J. F. V.; Owers, P. (1986). "Mechanical design of hedgehog spines and porcupine quills". Journal of Zoology. 210: 55–75. doi:10.1111/j.1469-7998.1986.tb03620.x.
52. ↑  Warwick, Hugh (15 June 2014). Hedgehog. Reaktion Books. p. 10. ISBN 978-1-78023-315-4.
53. ↑  Murphy, Shannon M.; Leahy, Susannah M.; Williams, Laila S.; Lill, John T. (2010). "Stinging spines protect slug caterpillars (Limacodidae) from multiple generalist predators". Behavioral Ecology. 21 (1): 153–160. doi:10.1093/beheco/arp166. hdl:10.1093/beheco/arp166.
54. ↑  Corlett, Richard T.; Primack, Richard B. (2011). Tropical rain forests: an ecological and biogeographical comparison (2nd ed.). Wiley-Blackwell. pp. 197, 200. ISBN 978-1-4443-3255-1.
55. ↑  Bromley, Richard G. (2012). Trace Fossils: Biology, Taxonomy and Applications. Routledge. pp. 69–72. ISBN 978-1-135-07607-8.
56. ↑  Kruszelnicki, Karl S. (August 9, 1999). "Real Wheel Animals—Part Two". Great Moments in Science. ABC Science. Archived from the original on October 1, 2016.
57. 1 2  Edmunds 1974, pp. 145–149.
58. ↑  Duncan, P.; Vigne, N. (1979). "The effect of group size in horses on the rate of attacks by blood-sucking flies". Animal Behaviour. 27: 623–625. doi:10.1016/0003-3472(79)90201-x. S2CID 53154054.
59. ↑  Foster, W.A.; Treherne, J.E. (1981). "Evidence for the dilution effect in the selfish herd from fish predation on a marine insect". Nature. 295 (5832): 466–467. Bibcode:1981Natur.293..466F. doi:10.1038/293466a0. S2CID 4365789.
60. ↑  Hamilton, W. (1971). "Geometry for the selfish herd". Journal of Theoretical Biology. 31 (2): 295–311. Bibcode:1971JThBi..31..295H. doi:10.1016/0022-5193(71)90189-5. PMID 5104951.
61. ↑  De Vos, A.; O'Riain, M. J. (September 2009). "Sharks shape the geometry of a selfish seal herd: experimental evidence from seal decoys". Biology Letters. 6 (1): 48–50. doi:10.1098/rsbl.2009.0628. PMC 2817263. PMID 19793737.
62. ↑  Williams, K.S. & C. Simon (1995). "The ecology, behavior, and evolution of periodical cicadas" (PDF). Annual Review of Entomology. 40: 269–295. doi:10.1146/annurev.en.40.010195.001413. Archived from the original (PDF) on 29 July 2010. Retrieved 24 December 2023.
63. ↑  Maynard Smith, John; Harper, David (2003). Animal Signals. Oxford University Press. pp. 113–121. ISBN 978-0-19-852685-8.
64. ↑  Edmunds 1974, pp. 179–181.
65. ↑  Pulliam, H. R. (1973). "On the advantages of flocking". J. Theor. Biol. 38 (2): 419–22. Bibcode:1973JThBi..38..419P. doi:10.1016/0022-5193(73)90184-7. PMID 4734745.
66. ↑  Bertram, Brian C. (1980). "Vigilance and group size in ostriches". Animal Behaviour. 28 (1): 278–286. doi:10.1016/S0003-3472(80)80030-3. S2CID 53144763.
67. ↑  Stevens, M; Searle, WT; Seymour, JE; Marshall, KL; Ruxton, GD (2011). "Motion dazzle and camouflage as distinct anti-predator defenses". BMC Biol. 9: 81. doi:10.1186/1741-7007-9-81. PMC 3257203. PMID 22117898.
68. 1 2 3  Ruxton, Sherratt & Speed 2004, pp. 64–69.
69. 1 2  Stanford, Craig B (1995). "The influence of chimpanzee predation on group size and anti-predator behavior in red colobus monkeys". Animal Behaviour. 49 (3): 577–587. doi:10.1016/0003-3472(95)90033-0.
70. 1 2 3  Warham, John (1977). "The Incidence, Functions and Ecological Significance of Petrel Stomach Oils" (PDF). New Zealand Ecological Society. 24: 84–93. Archived from the original (PDF) on 4 November 2023. Retrieved 24 December 2023.
71. 1 2 3  Davidson, D.W.; Salim, K.A.; Billen, J. (2011). "A review on self-destructive defense behaviors in social insects" (PDF). Insectes Sociaux. 59: 1–10. doi:10.1007/s00040-011-0210-x. S2CID 13257903. Archived from the original (PDF) on 21 September 2013. Retrieved 24 December 2023.
72. 1 2  Hulme, P. E.; Benkman, C. W. (2002).  Herrera, C. M.; Pellmyr, O. (eds.). Granivory. Plant animal Interactions: An Evolutionary Approach. Blackwell. pp. 132–154. ISBN 978-0-632-05267-7.
73. 1 2  Edmunds 1974, pp. 189–201.
74. ↑  Eisner, Thomas; Jones, Tappey H.; Aneshansley, Daniel J.; Tschinkel, Walter R.; Silberglied, Robert E.; Meinwald, Jerrold (1977). "Chemistry of defensive secretions of bombardier beetles (Brachinini, Metriini, Ozaenini, Paussini)". Journal of Insect Physiology. 23 (11–12): 1383–1386. doi:10.1016/0022-1910(77)90162-7.
75. ↑  "See It to Believe It: Animals Vomit, Spurt Blood to Thwart Predators" بایگانی‌شده  در ۲۰۱۷-۰۹-۱۴ توسط Wayback Machine, Allison Bond, Discover blog, 28 July 2009, retrieved 17 March 2010
76. ↑  Hingston, R. W. G. (1927). "The liquid-squirting habit of oriental grasshoppers". Transactions of the Entomological Society of London. 75: 65–69. doi:10.1111/j.1365-2311.1927.tb00060.x.
77. ↑  Bateman, P. W.; Fleming, P. A. (2009). "There will be blood: autohaemorrhage behaviour as part of the defence repertoire of an insect". Journal of Zoology (به انگلیسی). 278 (4): 342–348. doi:10.1111/j.1469-7998.2009.00582.x. ISSN 1469-7998.
78. ↑  Sherbrooke, W.C. (2001). "Do vertebral-line patterns in two horned lizards (Phrynosoma spp.) mimic plant-stem shadows and stem litter?". J Arid Environ. 50 (1): 109–120. Bibcode:2002JArEn..50..109S. doi:10.1006/jare.2001.0852.
79. ↑  Middendorf, George A.; Sherbrooke, Wade C. (1992). "Canid Elicitation of Blood-Squirting in a Horned Lizard (Phrynosoma Cornutum)". Copeia. 1992 (2): 519–27. doi:10.2307/1446212. JSTOR 1446212. Archived from the original on 21 June 2024. Retrieved 24 December 2023.
80. ↑  Pianka, Erika R. & Wendy L. Hodges. "Horned Lizards". University of Texas. Archived from the original on 29 April 2011. Retrieved 18 November 2013.
81. 1 2  Sherbrooke, Wade C.; George, A. Middendorf III; Douglas, M. E. (2004). "Responses of Kit Foxes (Vulpes macrotis) to Antipredator Blood-Squirting and Blood of Texas Horned Lizards (Phrynosoma cornutum)". Copeia. 2004 (3): 652–658. doi:10.1643/ch-03-157r1. JSTOR 1448486. S2CID 55365586. Archived from the original on 27 May 2020. Retrieved 24 December 2023.
82. ↑  Young, B. A.; Dunlap, K.; Koenig, K.; Singer, M. (September 2004). "The buccal buckle: The functional morphology of venom spitting in cobras". Journal of Experimental Biology. 207 (20): 3483–3494. doi:10.1242/jeb.01170. PMID 15339944.
83. ↑  Mayell, Hillary (February 10, 2005). "Cobras Spit Venom at Eyes With Nearly Perfect Aim". The National Geographic Society. Archived from the original on November 10, 2005.
84. ↑  O. Wilson, Edward (2000). Sociobiology: the New Synthesis. Harvard University Press. pp. 302–305. ISBN 978-0-674-00089-6.
85. ↑  Lim, Jeanette; Fudge, Douglas F.; Levy, Nimrod; Gosline, John M. (2006). "Hagfish Slime Ecomechanics: testing the gill-clogging mechanics". The Journal of Experimental Biology. 209 (Pt 4): 702–10. doi:10.1242/jeb.02067. PMID 16449564.
86. ↑  Feltman, Rachel (2018-08-13). "What's that smell? For some animals, their stink helps keep them alive". Washington Post (به انگلیسی). Archived from the original on 27 November 2024. Retrieved 2024-01-09.‏
87. ↑  Andersson, Malte; Wiklund, Christer G. (1978). "Clumping versus spacing out: Experiments on nest predation in fieldfares (Turdus pilaris)". Animal Behaviour. 26 (4): 1207–1212. doi:10.1016/0003-3472(78)90110-0. S2CID 53195968.
88. ↑  Parejo, D; Avilés, JM; Peña, A; Sánchez, L; Ruano, F;  et al. (2013). "Armed Rollers: Does Nestling's Vomit Function as a Defence against Predators?". PLOS ONE. 8 (7): e68862. Bibcode:2013PLoSO...868862P. doi:10.1371/journal.pone.0068862. PMC 3707886. PMID 23874791.
89. ↑  Peterson, Steven C. , Nelson D. Johnson, and John L. LeGuyader (1987). "Defensive Regurgitation of Allelochemicals Derived From Host Cyanogenesis By Eastern Tent Caterpillars". Ecology. 68 (5): 1268–272. doi:10.2307/1939211. JSTOR 1939211.{{cite journal}}:  نگهداری یادکرد:نام‌های متعدد:فهرست نویسندگان (link)
90. ↑  Smedley, Scott R. , Elizabeth Ehrhardt, and Thomas Eisner (1993). "Defensive Regurgitation by a Noctuid Moth Larva (Litoprosopus futilis)". Psyche: A Journal of Entomology. 100 (3–4): 209–21. doi:10.1155/1993/67950.{{cite journal}}:  نگهداری یادکرد:نام‌های متعدد:فهرست نویسندگان (link)
91. ↑  Jones, T.H.; Clark, D.A.; Edwards, A.; Davidson, D.W.; Spande, T.F.; Snelling, R.R. (2004). "The chemistry of exploding ants, Camponotus spp. (Cylindricus complex)". Journal of Chemical Ecology. 30 (8): 1479–1492. doi:10.1023/b:joec.0000042063.01424.28. PMID 15537154. S2CID 23756265.

### مآخذ
- Caro, Tim (2005). Antipredator Defenses in Birds and Mammals. University of Chicago Press.
- Cott, Hugh (1940). Adaptive Coloration in Animals. Oxford University Press.
- Edmunds, Malcolm (1974). Defence in Animals. Longman.
- Ruxton, Graeme D.; Sherratt, Thomas N.; Speed, Michael P. (2004). Avoiding Attack: The Evolutionary Ecology of Crypsis, Warning Signals and Mimicry. Oxford.